# Obwód Wraca
Obwód Wraca (bułg. Област Враца) – jedna z dwudziestu ośmiu jednostek administracyjnych Bułgarii. Region ma 3629 km² powierzchni, liczy 235 189 mieszkańców i dzieli się na dziesięć gmin. Graniczy z Rumunią oraz z obwodami: Montana, Plewen, Łowecz i sofijskim.

## Podział administracyjny

### Gmina Bjała Słatina
- siedziba: Bjała Słatina,
- Ałtimir, Bukowec, Byrdarski geran, Byrkaczewo, Draszan, Gabare, Galicze, Komarewo, Popica, Sokołare, Tłaczene, Tyrnawa, Tyrnak, Wranjak.

### Gmina Borowan
- siedziba: Borowan,
- Dobrolewo, Małorad, Niwjanin, Sirakowo.

### Gmina Chajredin
- siedziba: Chajredin
- Botewo, Byrzina, Manastiriszte, Michajłowo, Rogozen.

### Gmina Kozłoduj
- siedziba: Kozłoduj,
- Butan, Chyrlec, Głożene, Kriwa bara.

### Gmina Kriwodoł
- siedziba: Kriwodoł,
- Baurene, Botunja, Furen, Gałatin, Gławaci, Golemo Babino, Gradesznica, Dobrusza, Krawoder, Lesura, Osen, Pudrija, Rakewo, Urowene.

### Gmina Mezdra
- siedziba: Mezdra,
- Bodenec, Brusen, Cakonica, Carewec, Dołna Kremena, Dyrmanci, Elisejna, Gorna Beszowica, Gorna Kremena, Ignatica, Kalen, Krapec, Kreta, Lik, Lutibrod, Lutidoł, Morawica, Oczindoł Osełna, Oslen kriwodoł, Rebyrkowo, Ruska Beła, Staro seło, Tipczenica, Wyrbesznica, Zlidoł, Zwerino.

### Gmina Mizija
- siedziba: Mizija,
- Kruszowica, Lipnica, Saraewo, Sofroniewo, Wojwodowo.

### Gmina Orjachowo
- siedziba Orjachowo,
- Dołni Wadin, Gałowo, Gorni Wadin, Leskowec, Ostrow, Sełanowci.

### Gmina Roman
- siedziba: Roman,
- Dołna Beszowica, Kameno pole, Karasz, Kunino, Kurnowo, Markowo rawniszte, Radowene, Sinjo byrdo, Sredni ryt, Stojanowci, Strupec, Chubawene.

### Gmina Wraca
- siedziba: Wraca,
- Banica, Beli izwor, Czełopek, Cziren, Dewene, Golamo Pesztene, Gorno Pesztene, Kostelewo, Lilacze, Lutadżik, Mało Pesztene, Mramoren, Nefeła, Ochoden, Pawołcze, Tiszewica, Tri kładenci, Wirowsko, Własatica, Wyrbica, Zgorigrad.

## Skład etniczny
W obwodzie żyje 243 036	ludzi, z tego 223 692 Bułgarów (92,04%), 2000 Turków (0,82%), 14 899 Romów (6,13%), oraz 2445 osób innej narodowości (1,00%).